# Siphocampylus lauroanus
Siphocampylus lauroanus là loài thực vật có hoa trong họ Hoa chuông. Loài này được Handro & M.Kuhlm. miêu tả khoa học đầu tiên năm 1962.